# Джон Фейтфул Фліт
Джон Фейтфул Фліт (1847 — 21 лютого 1917) — англійський історик, епіграфіст і лінгвіст, індолог. Цивільний чиновник з Індійської громадянської служби. Одним із результатів його досліджень індійської епіграфіки та історії, що тривали понад тридцять років, стали кілька спеціалізованих монографій. Також Фліт був постійним автором статей у наукових журналах, що стосувалися індійської тематики.

## Біографія
Джон Фліт народився в 1847 році в сім'ї Джона Джорджа Фліта, оптового торговця цукром з Лондона, і Естер Фейтфул, родом з Хедлі, графство Суррей, Англія. Здобув освіту в Комерційній школі Тейлора (англ. Merchant Taylors' School в Лондоні. Серед його братів були віце-адмірал Герберт Сесіл Фліт, актори Рутланд Баррінгтон і Дункан Фліт. Також Джон Фліт мав двох сестер.

### Рання кар'єра та інтереси
У 1865 році Фліт отримав посаду в Індійській цивільній службі і з метою підготовки почав вивчати санскрит в Університетському коледжі Лондона. У 1867 році він переїжджає до Мумбаї і поступово просувається по службі. У той же час він продовжує свої заняття санскритом і виявляє інтерес до епіграфіки. З середини 1860-тих років публікуються його статті, що стосуються індійських написів. Згодом Фліт починає вивчати й іншу мову — каннада, в стародавньому і сучасному її варіантах.

### Популярність
Визнання до Фліта прийшло після публікації його наукових праць з епіграфіки та історії Південної Індії в журналі «Indian Antiquary», заснованому в 1872 році і який видавався Азійським товариством Мумбаї. Пізніше, в 1885—1892 роках, Фліт редагував його, з 14-го по 20-й випуски. У 1878 році вийшла друком його праця «Написи на палі, санскриті і стародавній каннаді». Фліт став першим епіграфістом в Уряді Індії (така посада була заснована у 1883 році). Через три роки він отримав посаду епіграфіста в місті Солапурі.
Однією з найважливіших праць цього вченого стали «Написи царів з династії ранніх Гупта та їхніх наступників» (англ. «The Inscriptions of The Early Gupta Kings and their Successors» 1889 року), що вийшли як третій випуск серії «Corpus Inscriptionarum Indicum». У той же час, поряд з дослідницькою, продовжувала розвиватися і кар'єра Фліта в Індійській цивільній службі. До 1903 року він дослужився до комісара з митних зборів (Commissioner of Customs).
У 1895 році була опублікована найкраща його робота — «Династії Канарських округів Бомбейского президентства з найдавніших історичних часів до мусульманського завоювання». Ця праця була синтезом усіх тих даних, які він збирав протягом багатьох років в епіграфіки та інших історичних джерел. У ній була описана історія таких династій як Кадамба, Чалук'я, Раштракути і Сеуни. Ця робота стала основою для майбутніх досліджень згаданих в ній періодів історії Індії.

### Вихід на пенсію і смерть
Фліт пішов з Індійської громадянської служби на пенсію в 1897 році і повернувся до Англії, щоб оселитися в Ілінгу. Тепер весь вільний час він присвячував епіграфічним дослідженням. У 1906 році Фліт став почесним секретарем Королівського азійського товариства, з яким багато співпрацював до цього, а в 1912 році був нагороджений його золотою медаллю. Крім того, Фліт був членом Азійського товариства Бенгалії, Мумбайського університету, Мумбайського відділення Королівського азійського товариства, членом-кореспондентом Королівського товариства наук в Геттінгені.
Помер Джон Фліт в 1917 році.